# Parafia św. Michała Archanioła w Dziećmarowie
Parafia św. Michała Archanioła w Dziećmarowie – parafia rzymskokatolicka znajdująca się w Dziećmarowie. Należy do dekanatu Kietrz diecezji opolskiej.

## Historia
Miejscowy kościół wzmiankowano już w 1307 i stanowił później filię parafii Babice w diecezji ołomunieckiej. W 1668 erygowano własną parafię, która należała później do diecezji wrocławskiej. Jej grunty wynosiły 25 ha. Kościół spłonął w 1785. Rok później joannici ufundowali nowy kościół.